# موران - سولنیر پی
موران - سولنیر پی (به انگلیسی: Morane-Saulnier_P) یک هواگرد ملخ‌پیشین تک‌موتوره از نوع شناسایی ساخت شرکت Aéroplanes Morane-Saulnier است. این هواگرد در سال ۱۹۱۴ میلادی رسماً معرفی گردید. در مجموع، تعداد ۵۹۵ فروند از این هواگرد ساخته شده‌است.